# Parafia św. Eugeniusza de Mazenod w Kędzierzynie-Koźlu
Parafia Świętego Eugeniusza de Mazenod w Kędzierzynie-Koźlu – parafia rzymskokatolicka  z siedzibą przy ulicy Ligonia 22 w Kędzierzynie-Koźlu (dzielnica Pogorzelec), należąca do dekanatu Kędzierzyn diecezji opolskiej w metropolii katowickiej, prowadzona przez Zgromadzenie Misjonarzy Oblatów Maryi Niepokalanej. Erygowana w 1982. Kościół parafialny wybudowany w latach 1976–1996.

## Duszpasterze
- o. Krzysztof Jurewicz OMI – proboszcz
- o. Kamil Dżalak OMI – wikariusz[2]
- o. Adrian Kotlarski OMI – wikariusz
- o. Karol Prandzioch – wikariusz

| Lista proboszczów parafii św. Eugeniusza de Mazenod w Kędzierzynie-Koźlu |                            |
| Okres                                                                    | Proboszcz                  |
| 1982–1990                                                                | o. Jan Opiela OMI          |
| 1990–1993                                                                | o. Tadeusz Hajduk OMI      |
| 1993–2003                                                                | o. Norbert Sojka OMI       |
| 2003–2011                                                                | o. Tadeusz Kal OMI         |
| 2011–2018                                                                | o. Mieczysław Hałaszko OMI |
| 2018–                                                                    | o. Krzysztof Jurewicz OMI  |

## Historia parafii
Wierni parafii św. Eugeniusza de Mazenod przed utworzeniem obecnej parafii należeli terytorialnie do innych parafii. Początkowo do parafii św. Jana Nepomucena w Starym Koźlu. W miarę osiedlania się ludności w dzielnicy Kędzierzyn i Pogorzelec zaistniała potrzeba posługi duchowej i budowy kościoła. W wyniku erygowania 28 grudnia 1908 nieco bliżej leżącej parafii św. Mikołaja w sąsiedniej dzielnicy Kędzierzyn zmieniono granice terytorialne pierwotnej parafii, a wierni Pogorzelca znaleźli się w jej obrębie. Przybyli w 1946 do niej ojcowie oblaci wraz z przybywającymi wiernymi zainicjowali już w październiku 1956 starania o wybudowanie kościoła, mając na uwadze powstające w planie nowe osiedla na terytorium Pogorzelca: Leśna i Tysiąclecia, z uwagi na znaczną odległość do macierzystego kościoła św. Mikołaja. 
27 lipca 1957 Prezydium Wojewódzkiej Rady Narodowej w Opolu wyraziło zgodę na budowę na Pogorzelcu kościoła, a architekci wykonali projekt wstępny. Pozwolenie 7 stycznia 1958 cofnięto. Liczne starania księży oblatów o przywrócenie pozwolenia, z uwagi na skomplikowane plany zagospodarowania przestrzennego terenu dzielnicy Pogorzelec oraz kwestie własnościowe terenu, nie przynosiły efektów. Dopiero wykup przez nich terenu 29 czerwca 1971 przy ulicy Ligonia 22 oraz petycja 3200 osób skierowana do Komitetu Centralnego PZPR w Warszawie spowodowały, że 9 kwietnia 1974 uzyskano od wojewody opolskiego Józefa Masnego pozwolenie na budowę. 
17 marca 1976 przystąpiono do budowy filialnego kościoła parafii św. Mikołaja, a 5 września wmurowano kamień węgielny, przekazany 3 maja tegoż roku z Watykanu. Kościół został poświęcony 25 maja 1981 przez biskupa Antoniego Adamiuka. Ojcowie oblaci od momentu budowy kościoła podjęli starania, w celu utworzenia samodzielnej parafii na Pogorzelcu, w wyniku rozbudowy zaplecza istniejącego kościoła. Dekretem biskupa opolskiego Alfonsa Nossola z 21 września 1982 utworzono parafię bł. Eugeniusza de Mazenod (od 3 grudnia 1995 św. Eugeniusza de Mazenod), a o. Jan Opiela OMI został 27 września 1982 mianowany jej pierwszym proboszczem. Wkrótce w parafii powołano pierwsze grupy parafialne.
W okresie od 27 kwietnia do 8 maja 1983 zorganizowano pierwsze parafialne misje święte, które prowadzili o. Wiesław Łyko OMI i o. Marek Czyżycki OMI, a 2 czerwca tegoż roku odbyła się pierwsza procesja Bożego Ciała, która okrężnie prowadziła ulicami: Ligonia, Chopina, Kościuszki i Bema. 17 października 1986 wręczono zakonnikom w parafii przez abp. Alfonsa Nossola pierwsze krzyże misyjne i wysłano ich na misje. 
12 października 1991 została sprowadzona przez sanktuarium na Krzeptówkach w Zakopanem do kościoła figura Matki Bożej Fatimskiej, po czym od następnego dnia (13 października) rozpoczęły się stałe nabożeństwa fatimskie. 10 marca 1992 została powołana Parafialna Rada Duszpasterska, w której skład wchodzi 15 osób. W dniach 16–17 grudnia 1995 w parafii odbyła się peregrynacja kopii Cudownego Obrazu Matki Bożej Częstochowskiej. 3 grudnia 1996 zostały uroczyście wprowadzone do parafii relikwie patrona św. Eugeniusza de Mazenod, a 15 kwietnia 1999 miała miejsce peregrynacja kopii obrazu Matki Bożej z Guadalupe.
Ostatecznie w wyniku długotrwałych prac związanych z zakończeniem budowy dopiero 21 maja 1998 biskup Jan Kopiec konsekrował nowo wybudowany kościół. Od 16 maja 2000 działa uruchomiona w parafii strona internetowa. Ważną datą w historii parafii pozostanie uroczyste poświęcenie przez bp. o. Eugeniusza Jureczko OMI z Kamerunu, 20-metrowego jubileuszowego krzyża roku 2000 w dniu 21 października przy Rondzie Milenijnym. 
Ponadto parafia gościła Radio Maryja, które transmitowało poniedziałkową, wieczorną mszę świętą oraz spotkanie w ramach tego pobytu. Parafia liczy około 10000 wiernych .

## Grupy parafialne
- Droga Neokatechumenalna (od 1997)
- Duszpasterstwo młodzieży
- Duszpasterstwo osób niepełnosprawnych „Promyczek” (od 1993)
- Dzieci Maryi
- Grupa Miłosierdzia Bożego „Faustinum” (od 1998)
- Parafialne zespoły muzyczne (od 1989)
- Rodzina Radia Maryja (od 1995)
- Ruch Odnowy w Duchu Świętym (od 1984–1985)
- Ruch Światło-Życie
- Służba Liturgiczna
- Wspólnota misji oblackich
- Wspólnota nadzwyczajnych szafarzy Komunii Świętej (od 1996)
- Wspólnota Krwi Chrystusa (od 1987)
- Wspólnota osób samotnych i bezdomnych „Nasz Dom”
- Wspólnota Żywego Różańca (od 1984)
- Wspólnoty Świętych (św. Anny (od 1996), św. Eugeniusza de Mazenod (od 1998), św. Jadwigi Śląskiej (od 1995) i św. Józefa)
- Zespół Charytatywny Caritas (od 2000)

## Gazetka parafialna
Gazetka parafialna zatytułowana „Dobrze, że Jesteś” ukazuje się od 5 maja 1995. Począwszy od stycznia 1997 – co roku pojawia się wydanie specjalne w formie leksykonu, natomiast od grudnia 2007 gazetka ukazuje się w formie kalendarza parafialnego. Obecnie gazetka wydawana jest przez kilkuosobowy zespół redakcyjny przy parafii, w formie kilkudziesięciostronicowego pisma o charakterze duszpasterskim, dostępnego również w formie elektronicznej.

## Zasięg parafii
- Kędzierzyn-Koźle:
  - dzielnica Pogorzelec, ulice: Aleja Armii Krajowej, Aleja Partyzantów, Aleja Róż, Arki Bożka, Bema, Bławatków, Bratków, Chopina, Cicha, Dębowa, Elsnera, Gliwicka, Goździków, Kilińskiego, Konwalii, Korczaka, Koszykowa, Kościuszki, Kozielska, Krokusów, Kwiatowa, Ligonia, Mickiewicza, Miłosza, Młyńska, Moniuszki, Niezapominajek, Norwida, Odrzańska, Orzeszkowej, Paderewskiego, Plac Jana Surzyckiego, Plac Pamięci Rodła, Przechodnia, Reja, Sasanek, Sikorskiego, Skargi, Słowackiego, Sobieskiego, Sosnowa, Stara, Stokrotek, Tartaczna, Towarowa, Wieniawskiego, Wierzbowa, Zielona, Żwirki i Wigury.

## Dom zakonny
Parafia prowadzona jest przez zakonników z domu zakonnego pod wezwaniem założyciela Misjonarzy Oblatów Maryi Niepokalanej św. Eugeniusza de Mazenoda OMI. Oblaci z Kędzierzyna-Koźla zajmują się m.in. głoszeniem słowa Bożego jako misjonarze ludowi (rekolekcjoniści). Od 1 lipca 2022 przełożonym domu jest o. Marek Pycka OMI.
| Lista zakonników klasztoru przy parafii św. Eugeniusza de Mazenod w Kędzierzynie-Koźlu |                             |                                                             |
| Lp.                                                                                    | Zakonnik                    | Funkcja                                                     |
| 1                                                                                      | o. Marek Pycka OMI          | superior, misjonarz ludowy (rekolekcjonista), ekonom        |
| 2                                                                                      | o. Janusz Napierała OMI     | I radny domu zakonnego, misjonarz ludowy (rekolekcjonista)  |
| 3                                                                                      | o. Marek Jazgier OMI        | II radny domu zakonnego, misjonarz ludowy (rekolekcjonista) |
| 4                                                                                      | o. Krzysztof Jurewicz OMI   | III radny domu zakonnego, proboszcz parafii                 |
| 5                                                                                      | o. Kamil Dżalak OMI         | wikariusz parafii                                           |
| 6                                                                                      | o. Tomasz Ewertowski OMI    | kapelan sióstr w Porębie                                    |
| 7                                                                                      | o. Adrian Kotlarski OMI     | wikariusz parafii                                           |
| 8                                                                                      | o. Piotr Lepich OMI         |                                                             |
| 9                                                                                      | o. Janusz Milanowski OMI    |                                                             |
| 10                                                                                     | o. Józef Niesporek OMI      |                                                             |
| 11                                                                                     | o. Karol Prandzioch OMI     | wikariusz parafii                                           |
| 12                                                                                     | o. Dawid Stefaniszyn OMI    | misjonarz ludowy (rekolekcjonista)                          |
| 13                                                                                     | o. Krzysztof Ziętkowski OMI | misjonarz ludowy (rekolekcjonista)                          |
| 14                                                                                     | dk. Mykoła Zatorskij OMI    |                                                             |